# Тербас
Терба́с (фр. Terrebasse, окс. Tèrrabaisha) — коммуна во Франции, находится в регионе Юг — Пиренеи. Департамент — Верхняя Гаронна. Входит в состав кантона Ориньяк. Округ коммуны — Сен-Годенс.
Код INSEE коммуны — 31552.

## География
Коммуна расположена приблизительно в 640 км к югу от Парижа, в 60 км к юго-западу от Тулузы.
По территории коммуны протекает река Луж.

## Климат
Климат умеренно-океанический. Зима мягкая и снежная, весна характеризуется сильными дождями и грозами, лето сухое и жаркое, осень солнечная. Преобладают сильные юго-восточные и северо-западные ветры.

## Население
Население коммуны на 2010 год составляло 139 человек.
| 1962 | 1968 | 1975 | 1982 | 1990 | 1999 | 2010 |
| ---- | ---- | ---- | ---- | ---- | ---- | ---- |
| 198  | 165  | 124  | 116  | 111  | 121  | 139  |

## Администрация
| Период | Период | Фамилия       | Партия | Примечания |
| ------ | ------ | ------------- | ------ | ---------- |
| 1989   | 2008   | Ален Ларрив   |        |            |
| 2008   | 2014   | Франсис Динья |        |            |
| 2014   | 2020   | Томас Фор     |        |            |

## Экономика
В 2010 году среди 92 человек трудоспособного возраста (15—64 лет) 66 были экономически активными, 26 — неактивными (показатель активности — 71,7 %, в 1999 году было 71,2 %). Из 66 активных жителей работали 63 человека (36 мужчин и 27 женщин), безработных было 3 (1 мужчина и 2 женщины). Среди 26 неактивных 8 человек были учениками или студентами, 10 — пенсионерами, 8 были неактивными по другим причинам.